# Py (linguagem de programação)
Py é uma linguagem de programação interpretada de alto nível, abstrata e estruturada, criada por David Cuny. Py foi baseada em BASIC, C, Euphoria, JavaScript e Python. A linguagem possui também coletor de lixo automático. Py está sendo desenvolvido em Euphoria, que também é interpretada, mas possui versões de seu interpretador compiladas, graças ao tradutor de Euphoria-para-C, do Euphoria.
Como Python, Py possui um interpretador interativo, variáveis podem receber valores em sua criação, e não há a necessidade de declarar tipos.

## Exemplo Olá Mundo
```
def
 
main
()

   
printf
(
"Olá Mundo!"
)

end
 
def

```